# دارشکنک سرتیز
دارشکنک سرتیز (نام علمی: Picumnus minutissimus) نام یک گونه از سرده دارشکنک‌ها است.